# Bruce Wrighton
Bruce Wrighton (* 6. Juli 1950 in Binghamton, New York, USA; † 3. Oktober 1988 ebenda) war ein US-amerikanischer Fotograf.

## Leben
Wrighton war nur wenige Jahre als Fotograf mit seiner 8 × 10 inches-Kamera in den Jahren von 1986 bis 1988 in seiner Heimatstadt und der näheren Umgebung tätig. In diesen Jahren entstanden drei Serien von Fotografien:  einmal Straßenporträts, in welchen er  Porträts der Einwohner und der Arbeiter Binghamtons mit ihren zerfurchten Gesichtern und ihrer heruntergekommenen Kleidung zeigte. In  der zweiten Serie Dinosaurs and Dreamboats porträtierte er die klassischen amerikanischen Straßenkreuzer der 1950er Jahre vor der städtischen Architektur dieser Zeit in Binghamton. Die dritte Sammlung von Fotografien St. George and the Dragon zeigt die vom Fotografen in Binghamton und Umgebung aufgefundenen Motive in ihrem Umfeld wie Kirchen, Kneipen oder Wohnungen.
20 Jahre nach Wrightons Tod wurde sein Werk von der New Yorker Galerie Laurence Miller wiederentdeckt und seine Fotografien seither auch in europäischen Galerien gezeigt. Seit 2010 sind zwei Monografien im Berliner Verlag Only Photography - Roland Angst erschienen.

## Veröffentlichungen
- Bruce Wrighton, At Home. Only Photography - Roland Angst, Berlin 2010, ISBN 978-3-9816885-6-6.
- At Home Reloaded. Only Photography, Berlin 2015, ISBN 978-3-9816885-6-6.[1]

## Ausstellungen
- 2014: Bruce Wrighton. Downtown Men, Laurence Miller Gallery, New York City, USA.
- 2011/2012: Bruce Wrighton. At Home, Galerie Robert Morat, Hamburg.